# Tabán
Tabán ([ˈtɒbaːn] ; allemand : Raitzenstadt; serbe : Српска варош / Srpska varoš - Ville serbe) est un quartier de Budapest, situé à cheval sur les 1er et 11e arrondissements.

## Périmètre
Selon l'arrêté du 12 décembre 2012 (94/2012. (XII. 27.), annexe 31) de l'assemblée métropolitaine de Budapest, le périmètre du quartier est le suivant : l'enceinte du château à partir du n°9 de Dózsa György tér jusqu'au portail de la grande Rondelle-l'escalier qui part de la grande Rondelle vers le sud-Sándor Móric lépcső–la partie sud d'Ybl Miklós tér–Danube–Kelenhegyi út–Verejték utca–l'escalier qui monte à la citadelle-le chemin de la citadelle–ce chemin jusqu'à la ramification de Szirtes út par Orom utca–Orom utca–Sánc utca–Hegyalja út–Czakó utca–Gellérthegy utca–Pásztor lépcső–Dózsa György tér.

## Histoire
Le site de Tabán était déjà occupé au début de l'Age de fer (IIIe siècle-Ier siècle av. J.-C.) par des Eravisces. Les Romains y construisent au IVe siècle, pendant le règne de Valentinien Ier une tour d'observation face à la cité de Contra-Aquincum (actuel Pest). Après le Honfoglalás, la ville de Kis-Pest y est fondée. Le nom de la localité change de nombreuses fois durant les siècles qui suivent : Szent Gellért város, Kelenföld et même Alhévíz. Celle-ci est détruite lors de l'invasion tatare puis reconstruite sous l'impulsion du roi Béla IV de Hongrie. Désormais à l'ombre du château royal, elle devient un faubourg de Buda. Sous le règne de Matthias Ier, une passerelle couverte relie le palais royal aux sources chaudes situées au pied du Gellért-hegy.
Pendant l'Occupation ottomane, une partie des anciens habitants fuient. Ceci n'empêche pourtant pas la localité de se développer, notamment grâce à l'essor du thermalisme. Une mosquée y est même construite. À la fin du XVIIe siècle, de nouvelles nationalités s'installent aux côtés des Hongrois, tels les Souabes sur les flancs de Naphegy et les rives de l'Ördög-árok, puis les Serbes lors de la Grande migration serbe. C'est de cette population slave que  Tabán reçoit un temps le toponyme de Rácváros (la Ville serbe), comme en témoigne encore le nom des Thermes Rác.

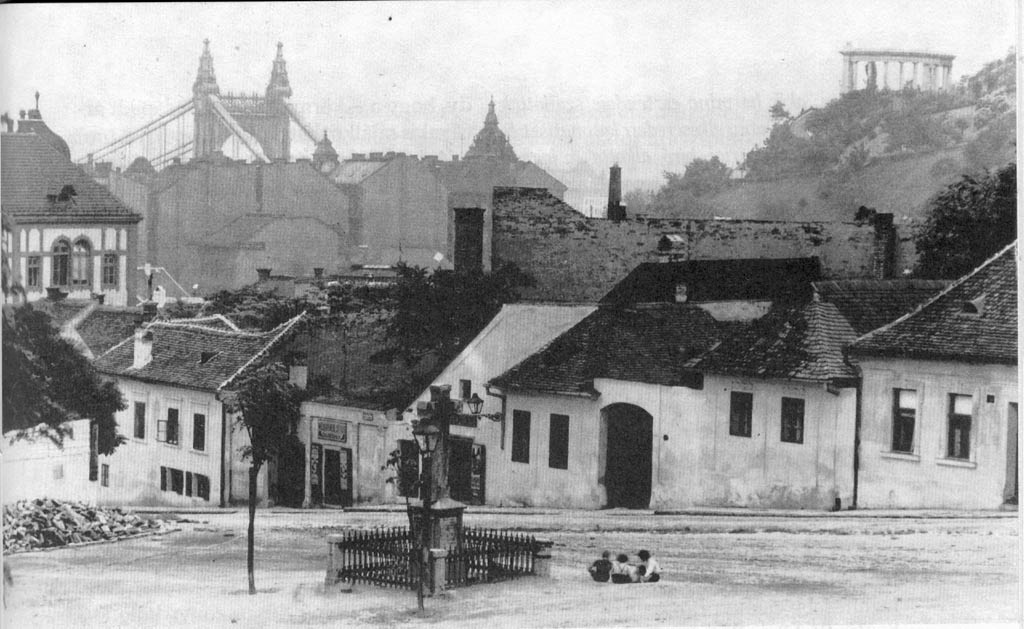
Le quartier en 1905 avec l'ancien Erzsébet híd en arrière-plan.

Au cours du XVIIIe siècle se développe un tissu urbain fait de petites ruelles et de maisons basses. Les habitants de Tabán vivent de la traversée du Danube en bateau (il n'existait pas de pont permanent à cette époque), de la culture de la vigne et d'activités manufacturières. La forte densité du quartier explique qu'en 1810, un incendie puis une crue de la rivière  Ördög-árok aient ravagé une bonne partie du bâti. Le déclin du quartier s'accélère en 1849 lors de la construction du Széchenyi lánchíd qui met à mal le transport fluvial de passagers. Dans les années 1880, une épidémie de Phylloxéra dissémine les vignes. Peu à peu, la mise en ordre urbanistique de Buda menace le secteur, notamment par les projets de construction du Erzsébet híd et d'un boulevard circulaire. À la fin du XIXe siècle, Tabán est pourtant un quartier plein de vie, peuplé de nombreux bars et restaurants, lesquels lui valent le surnom de « Montmartre budapestois » et une certaine renommée parmi le monde littéraire. Tabán est ainsi évoqué par de nombreux poètes et écrivains hongrois comme Antal Szerb ou Józsi Jenő Tersánszky, mais aussi des peintres, à l'instar d'Ernő Zórád.
Pourtant, la destruction du quartier débute en 1933 et dure jusqu'en 1936, afin notamment d'y ériger des immeubles plus modernes. Le projet ne verra jamais le jour, en raison de la Seconde Guerre mondiale qui ravage quelques monuments qui avaient été épargnés, comme l'église serbe Saint-Demeter. C'est à l'occasion du soixante-dixième anniversaire de Joseph Staline, en 1949, que le reste des immeubles encore debout sont rasés. Cela permet notamment la construction de plusieurs bretelles d'accès au nouveau Erzsébet híd, le reste de l'ancien secteur étant transformé en un vaste parc. Seuls subsistent de l'ancien Tabán les thermes Rác et Rudas, l'église paroissiale Sainte-Catherine d'Alexandrie, le bâtiment du Musée Semmelweis sur l'histoire de la médecine ou encore la maison Arany Szarvas.

## Équipements
On trouve assez peu d'équipements publics dans le quartier, en raison principalement de sa très faible densité de bâti. Les plus notables et connus sont les thermes Rudas et Rác au pied du Gellért-hegy ainsi que les musées Semmelweis et de l'histoire du conte. Parmi les autres équipements publics présents, on peut mentionner l'école supérieure Sámuel Tessedik et le centre de sport et loisirs de Budavár.

## Organisation

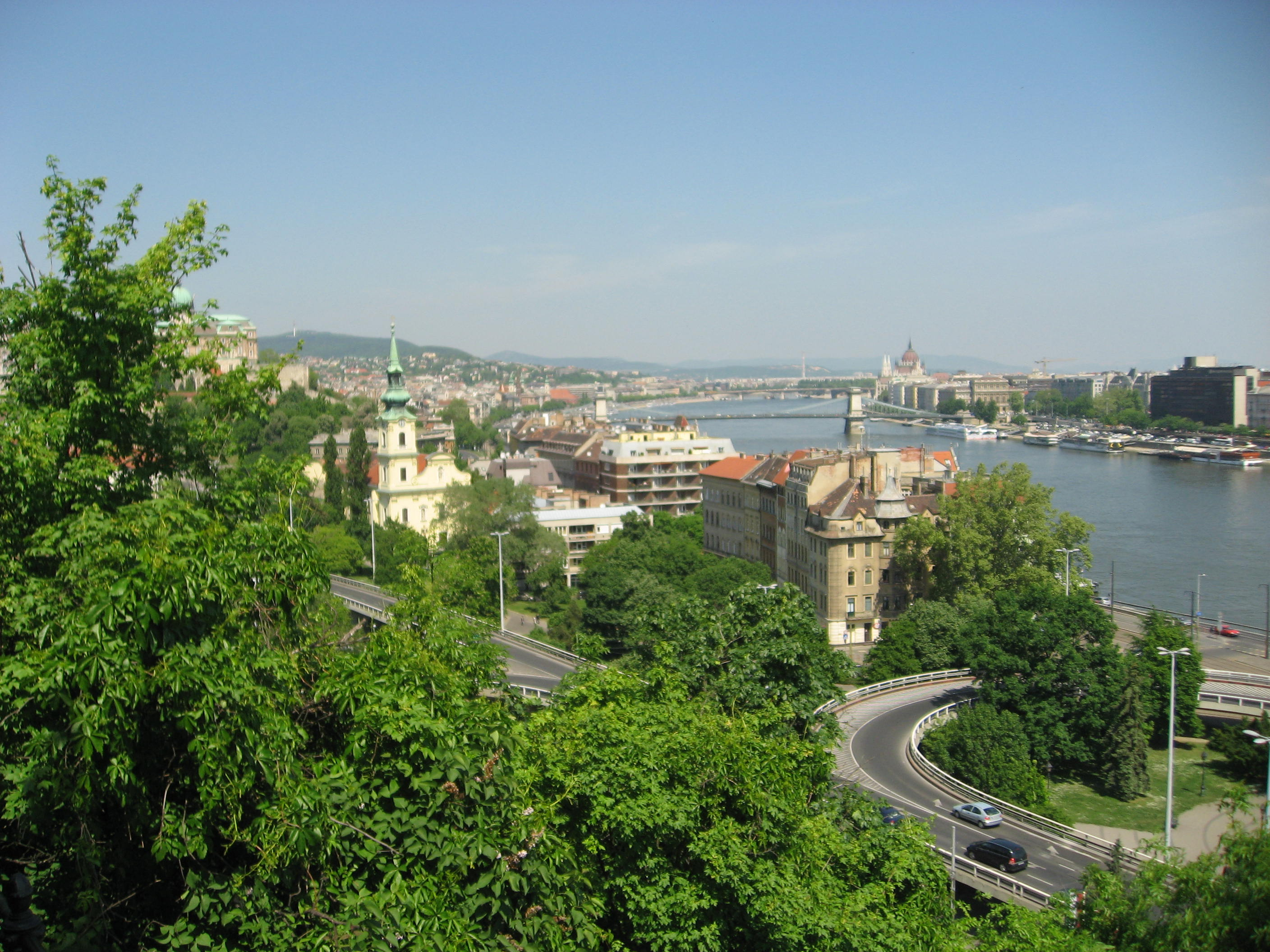
Vue du versant nord-est du Gellért-hegy sur les bretelles d'accès au Erzsébet híd et le bas de la colline du château.

Le quartier se situe de part et d'autre de la vallée de l'Ördög-árok qui circule en souterrain et se jette dans le Danube à hauteur du Erzsébet híd. Dans ce qui correspondrait au lit mineur du fleuve, la double avenue Attila út / Krisztina körút représente une césure importante entre les immeubles anciens massés au pied du Várhegy et le grand parc arboré destiné aux activités récréatives. Sur les bords du Danube, Döbrentei utca est le seul témoin de l'ancien quartier détruit dans les années 1930. Plus au sud, au pied du Erzsébet híd, le square de Döbrentei tér est entièrement séparé du reste du quartier par les bretelles d'accès au pont. 
Le quartier compte également dans ses limites administratives la partie Est du Gellért-hegy, à savoir principalement les falaises qui plongeaient autrefois dans le Danube, et au pied desquelles des quais ont été aménagées.

## Patrimoine urbain

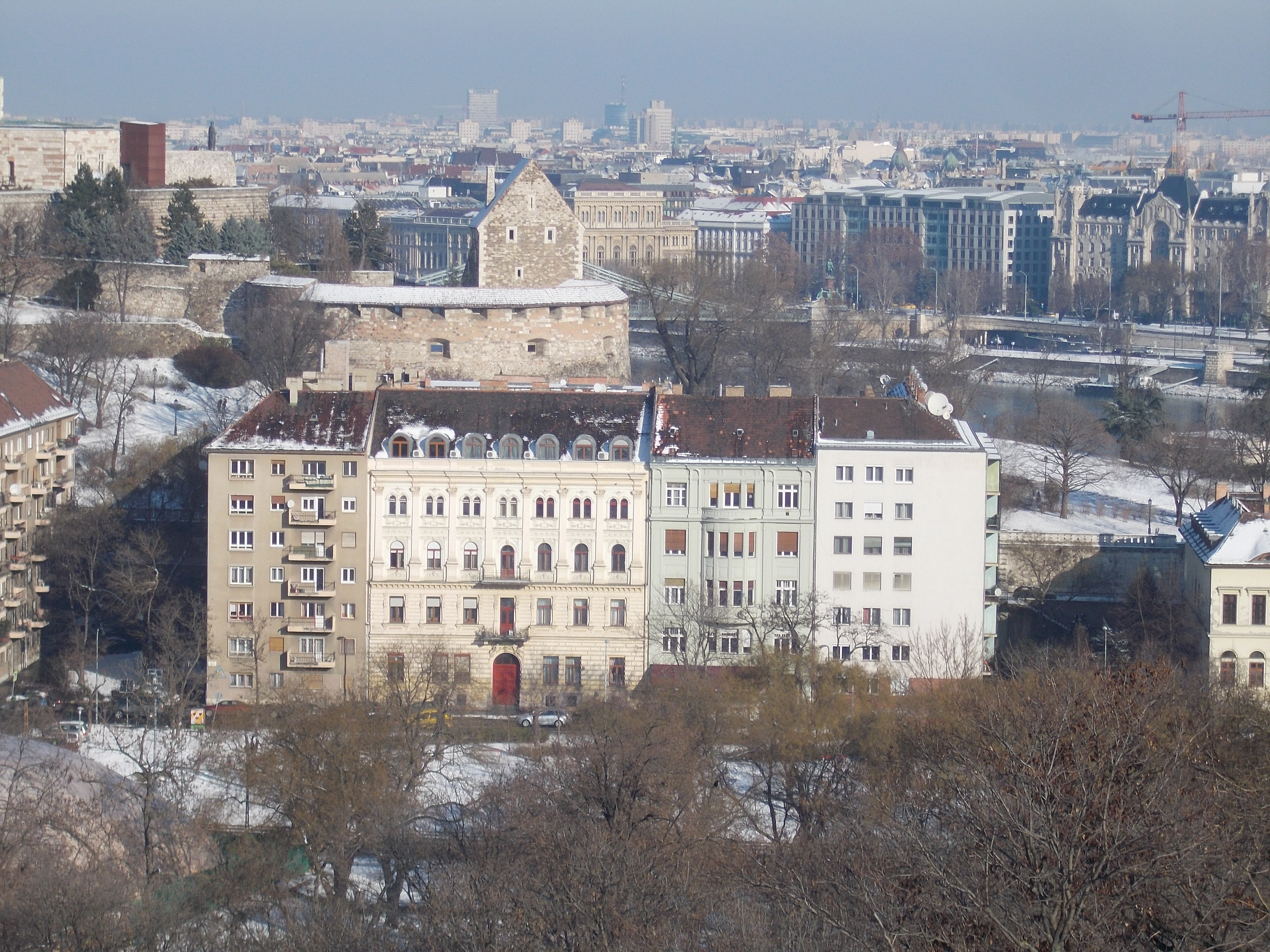

Dans le 1er arrondissement, le patrimoine historique de Tabán se limite surtout, la Tour massue mise à part, aux vestiges de l'ancien quartier démoli dans les années 1930. En contrebas du Gellért-hegy, le patrimoine thermal y est particulièrement important, comme en témoignent les thermes Rác, Rudas et à la frontière sud, déjà dans le quartier Szentimreváros les thermes Gellért. Parmi les édifices religieux, seule subsiste de notable l'église paroissiale Sainte-Catherine-d'Alexandrie. Enfin, la maison de naissance d'Ignaz Semmelweis (actuel Musée Semmelweis sur l'histoire de la médecine) ou encore la maison Arany Szarvas sont les derniers témoins du type de bâti bas qui s'étendaient auparavant sur les rives de l'Ördög-árok. 
Dans la partie attachée au 11e arrondissement, font également partie du quartier la Statue de Gérard de Csanád et l'Église troglodyte Notre-Dame-des-Hongrois.

## Le quartier dans les représentations

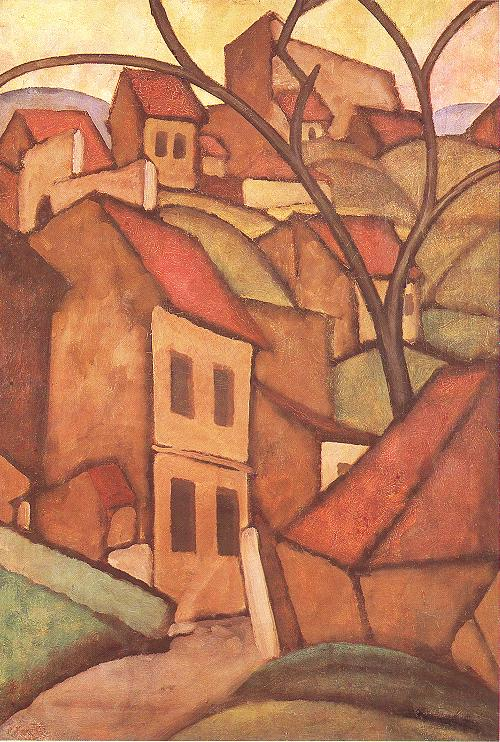
Jean Georges Simon, Tabán, 1910 (Galerie nationale hongroise)
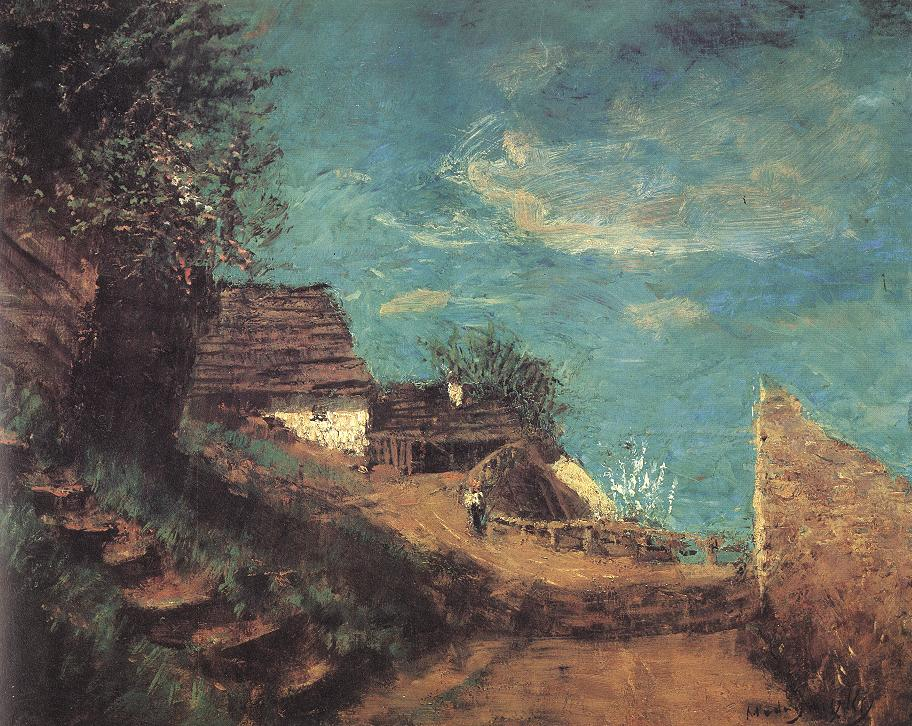
László Mednyánszky, Tabán része, 1910
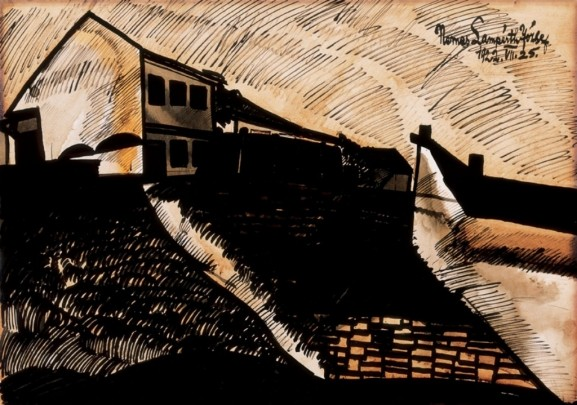
József Nemes-Lampérth, Horgony utca, 1922
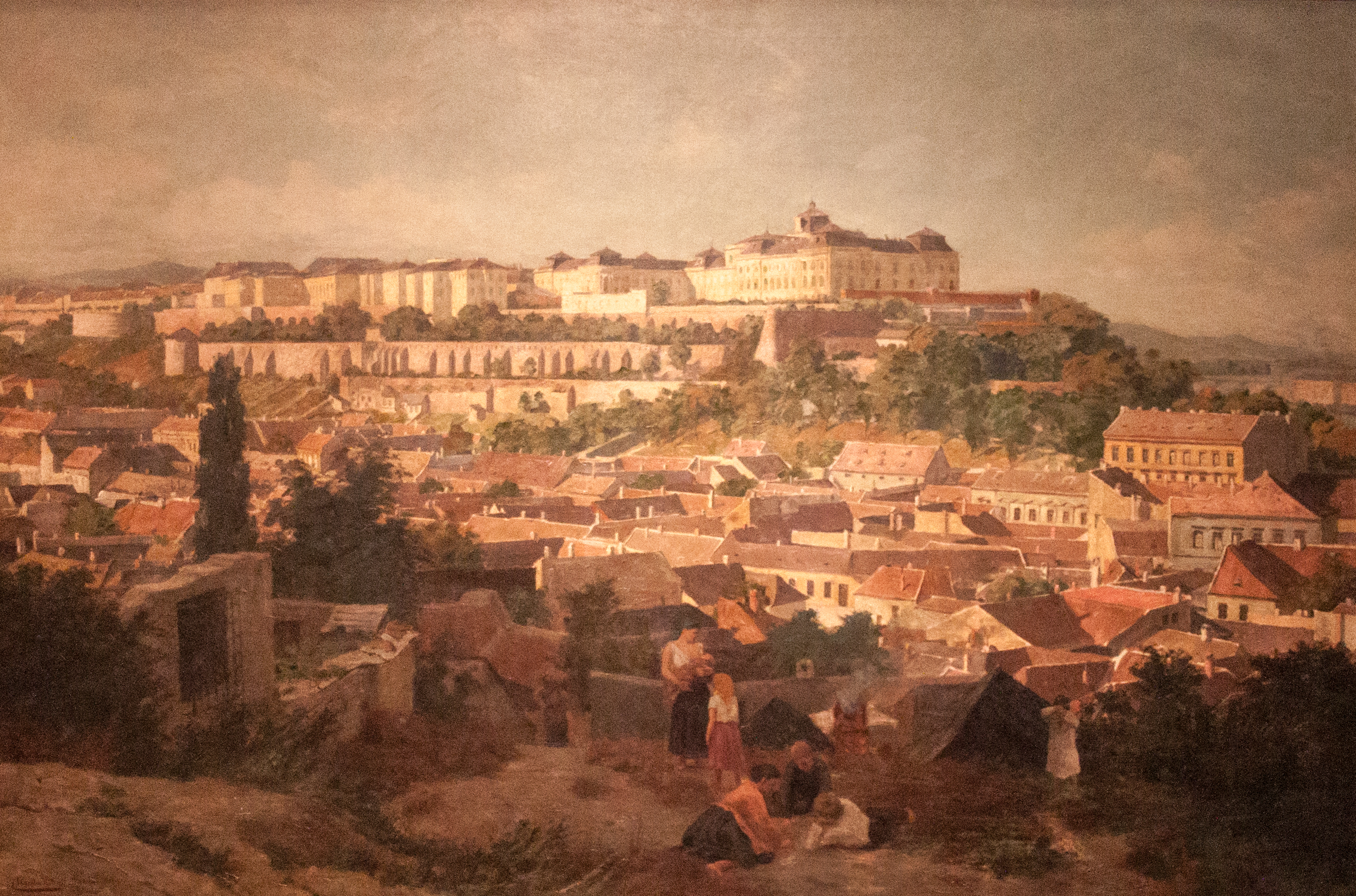
Róbert Nádler, Tabán és a várhegy, 1890-1892 (Musée historique de Budapest)